# Zen 2
Zen+ Zen 3
Zen 2 est le nom de code d'une microarchitecture de processeur d’AMD. Elle est la successeur des microarchitectures Zen et Zen+, et est fabriquée avec le nœud MOSFET 7 nm de TSMC. La microarchitecture équipe la troisième génération de processeurs Ryzen, connus sous le nom de Ryzen 3000 pour les puces de bureau grand public (nom de code « Matisse »), Ryzen 4000U/H (nom de code « Renoir ») et Ryzen 5000U (nom de code « Lucienne ») pour les applications mobiles, sous le nom de Threadripper 3000 pour les systèmes de bureau haut de gamme,, et sous le nom de Ryzen 4000G pour les unités de traitement accéléré (APU). Les processeurs de la série Ryzen 3000 sont sortis le 7 juillet 2019,, tandis que les processeurs de serveur Epyc basés sur Zen 2 (nom de code « Rome ») ont été lancés le 7 août 2019. Une puce supplémentaire, le Ryzen 9 3950X, est sortie en novembre 2019.
Au CES 2019, AMD a présenté un échantillon d’ingénierie Ryzen de troisième génération qui contenait un chiplet (en) avec huit cœurs et 16 threads. La PDG d’AMD, Lisa Su, a également déclaré qu’elle s’attendait à plus de huit cœurs dans la gamme finale. Au Computex 2019, AMD a révélé que les processeurs Zen 2 « Matisse » comporteraient jusqu’à 12 cœurs, et quelques semaines plus tard, un processeur à 16 cœurs a également été révélé à l’E3 2019, à savoir le Ryzen 9 3950X susmentionné.
Zen 2 inclut des mesures d’atténuation matérielles de la vulnérabilité de sécurité Spectre. Les processeurs de serveur Epyc basés sur Zen 2 utilisent une conception dans laquelle plusieurs puces de processeur (jusqu’à huit au total) fabriquées avec un procédé à 7 nm (« chiplets ») sont combinées à une puce E/S en 14 nm (par opposition à la puce E/S en 12 nm sur les variantes Matisse) sur chaque boîtier de module multi-puces (MCM). Grâce à cela, jusqu’à 64 cœurs physiques et 128 threads de calcul au total (avec multithreading simultané) sont pris en charge par socket. Zen 2 fournit environ 15 % d’instructions par cycle d'horloge que Zen et Zen+, les microarchitectures de 14 et 12 nm utilisées respectivement sur les Ryzen de première et deuxième génération.
Le Steam Deck, la PlayStation 5, les Xbox Series X et Series S utilisent toutes des puces basées sur la microarchitecture Zen 2, avec des ajustements propriétaires et des configurations différentes dans l’implémentation de chaque système que AMD vend dans ses propres APU disponibles dans le commerce,.